# Idjinkoundzi
Idjinkoundzi est une ville de l'union des Comores, situé sur l'île de Grande Comore. En 2012, sa population est estimée à 2 241 habitants